# Facundo Soler
Facundo Soler (Córdoba, 5 de abril de 1973) es un exjugador argentino de rugby que se desempeñaba como wing. Fue internacional con los Pumas de 1996 a 2002.

## Selección nacional
Fue seleccionado a los Pumas por José Imhoff, por primera vez en junio de 1996 y debutó ante los Teros, se consolidó como titular y competía por el puesto con Ezequiel Jurado.
En 1999 el entrenador Alex Wyllie increíblemente dejó fuera de la lista para el Mundial de Gales a Jurado y Soler, ambos provincianos, en cuenta de los porteños Manuel Contepomi e Ignacio Corleto.
En total jugó 25 partidos y marcó 90 puntos, productos de 18 tries; lo que lo ubica como uno de los máximos anotadores de su seleccionado.

## Palmarés
- Campeón del Torneo Panamericano de 2001.
- Campeón del Torneo Sudamericano de 1997 y 2002.
- Campeón del Campeonato Argentino de Rugby de 1995, 1997 y 2001.
- Campeón del Torneo del Interior de 2004.
- Campeón del Torneo de Córdoba de 1995, 1998, 1999, 2004 y 2007.